# Vincekovo
Vincekovo (Vinkovo, Vincelovo ili Vinceško) proslava je blagdana sv. Vinka, zaštitnika vinara i vinogradara koji se obilježava 22. siječnja. Slavi se u kontinentalnoj Hrvatskoj posebno u vinorodnim područjima, kao i u nekim zemljama izvan Hrvatske.
Prošlost ovog običaja seže stoljećima unatrag kada su ga prvi put obilježili francuski vinogradari. Vincekovo označava početak nove vinogradarske godine, kada vinogradari prvi put posjećuju svoje vinograde nakon zimskog razdoblja. Tradicionalno se na ovaj dan obavljaju obredi kojima se želi osigurati dobra berba - blagoslov trsova, molitva za zaštitu vinograda, rezanje prve loze te prskanje panjeva vinom.
Sv. Vinko kršćanski je mučenik iz 3. stoljeća. U životopisu sv.  Vinka ne postoje podaci koji bi ga mogli povezati s vinom i vinogradima te je postao zaštitnikom zahvaljujući svojemu imenu.
Obredni dio proslave započinje u vinogradu gdje se okupljaju vinogradari. Trsovi se škrope starim vinom, a zatim se pristupa simboličnom obrezivanju nekoliko trsova. Često se na trs objesi kobasica ili slanina, što simbolizira želju za plodnošću i bogatom berbom.
Nakon obreda u vinogradu slijedi druženje uz tradicionalna jela poput sarme, kotlovine ili gulaša. Vino se, služi uz hranu, a često se organiziraju i degustacije vina iz prethodne berbe. Pjevaju se narodne pjesme, posebno one koje slave vino i vinogradarstvo.
U suvremeno doba, Vincekovo je preraslo u popularan društveni događaj koji okuplja ne samo vinogradare, već i ljubitelje vina te turiste. Mnoge vinske ceste i vinari organiziraju posebne programe povodom ovog dana, spajajući tradiciju s modernim pristupom promociji vinarstva i vinskog turizma.
Ovaj blagdan posebno značajno mjesto zauzima u Hrvatskom zagorju, Međimurju, Prigorju, Slavoniji i drugim vinorodnim krajevima Hrvatske, gdje se organiziraju velike proslave s bogatim kulturno-umjetničkim programom.